# Список стадионов Гэльской атлетической ассоциации

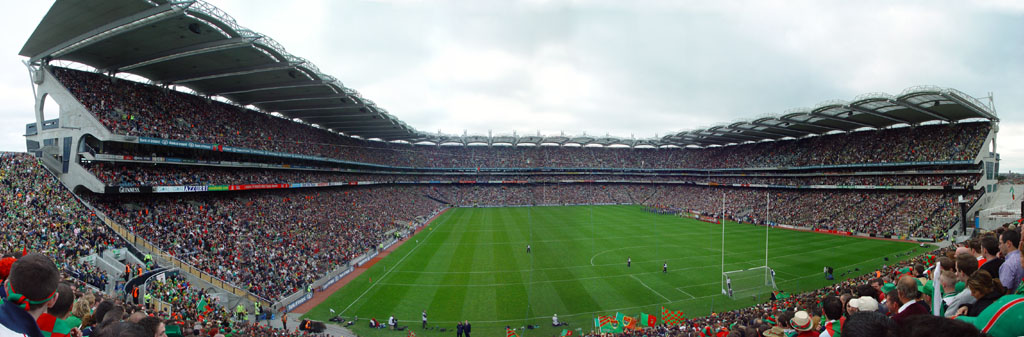
Кроук Парк — самый большой по вместимости стадион в Ирландии и четвёртый в Европе

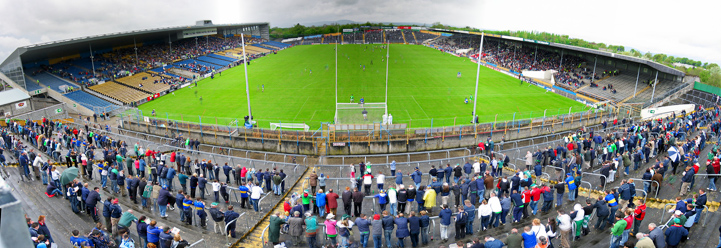
«Семпл Стэдиум»

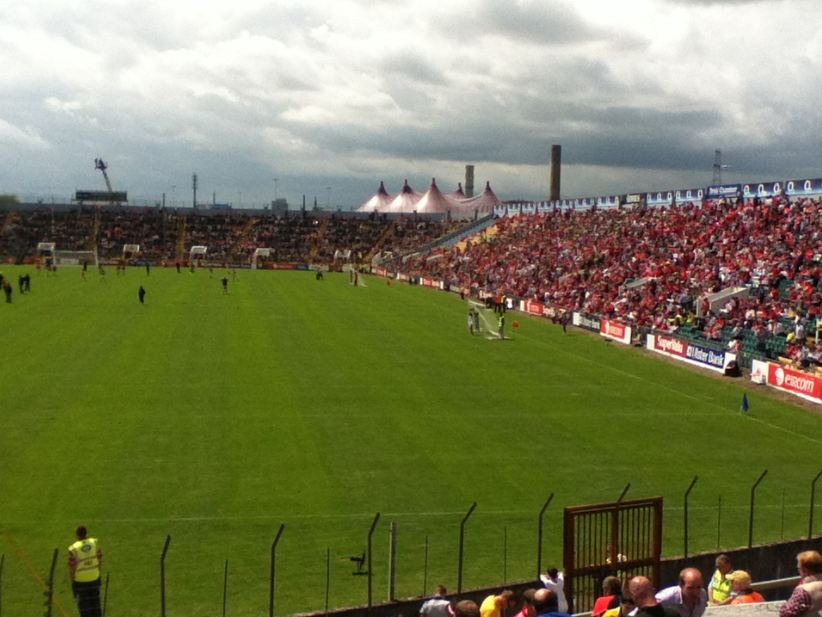
Команды Корка и Керри играют на «О’Киф Парк» (2012)

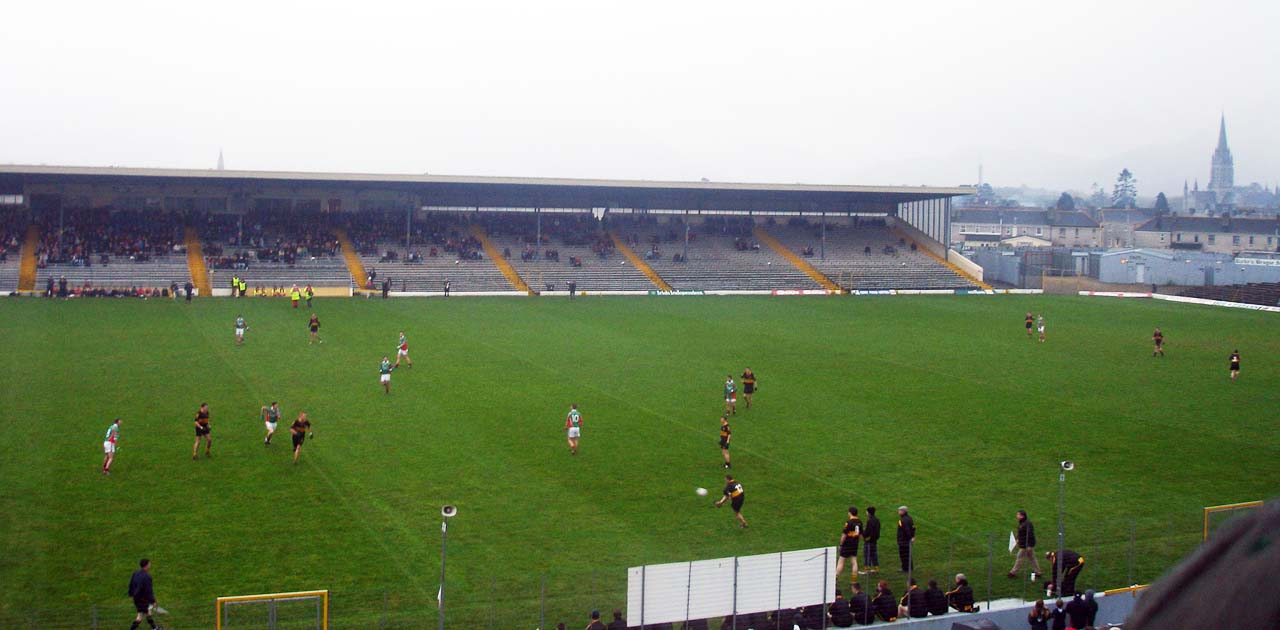
«Стадион Фицджеральда»

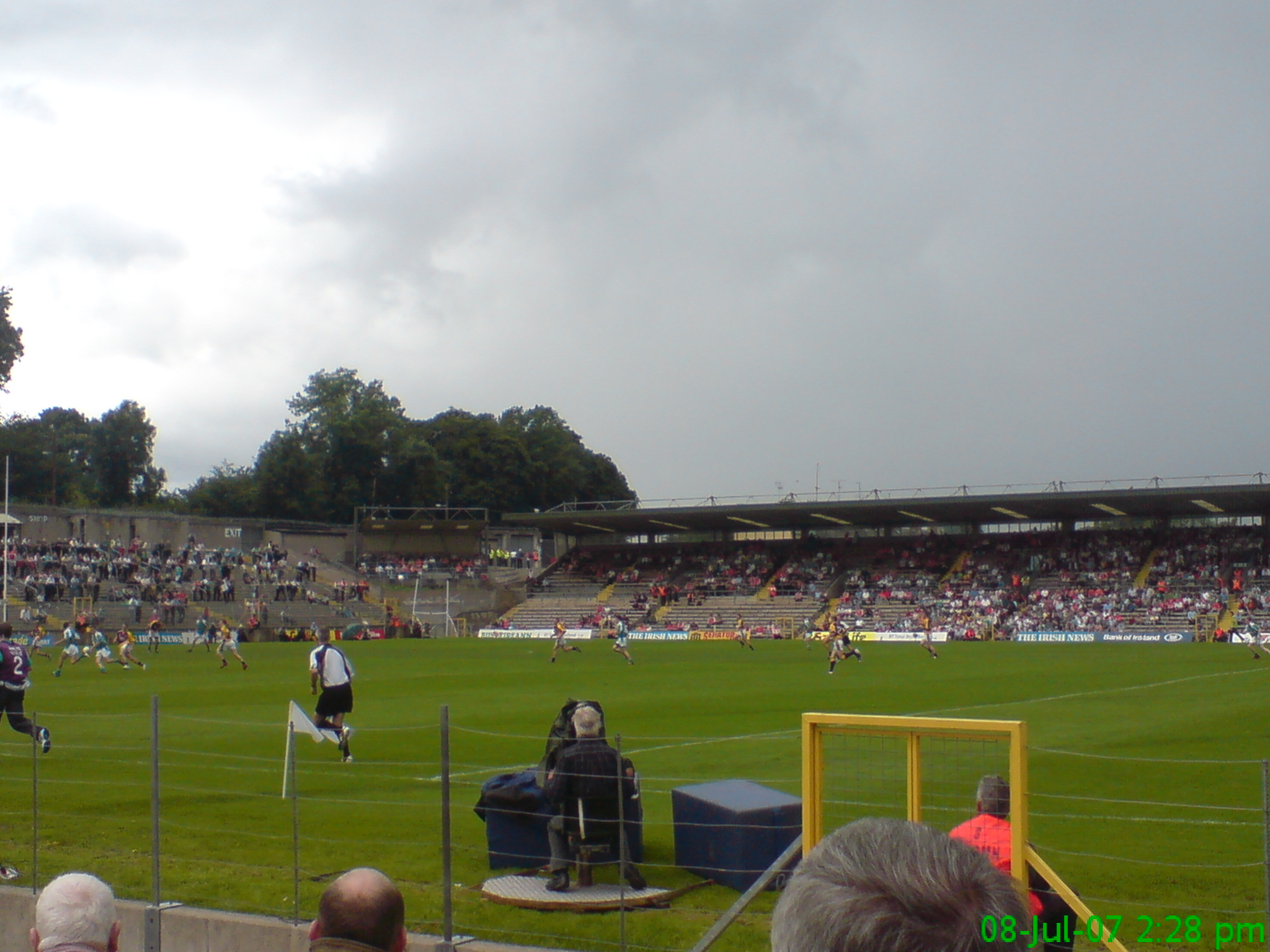
Матч на «Сент Тигернах Парк»

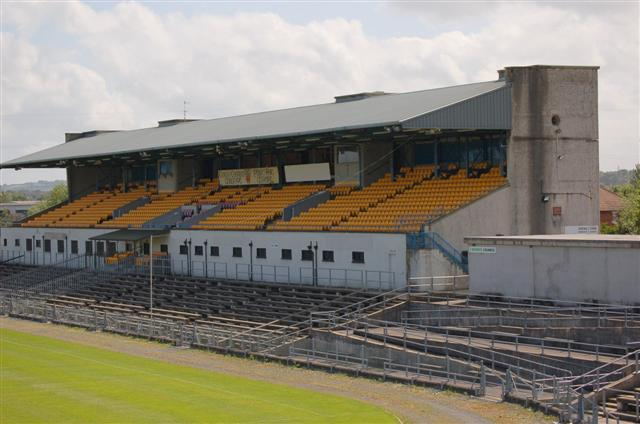
«Кейсмент Парк» — самый большой стадион ГАА в Северной Ирландии

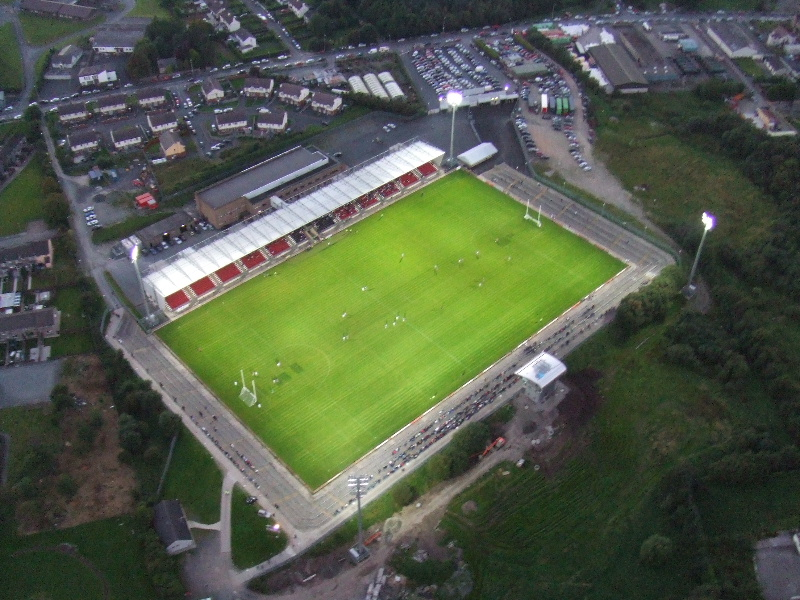
«Хили Парк» в городе Ома

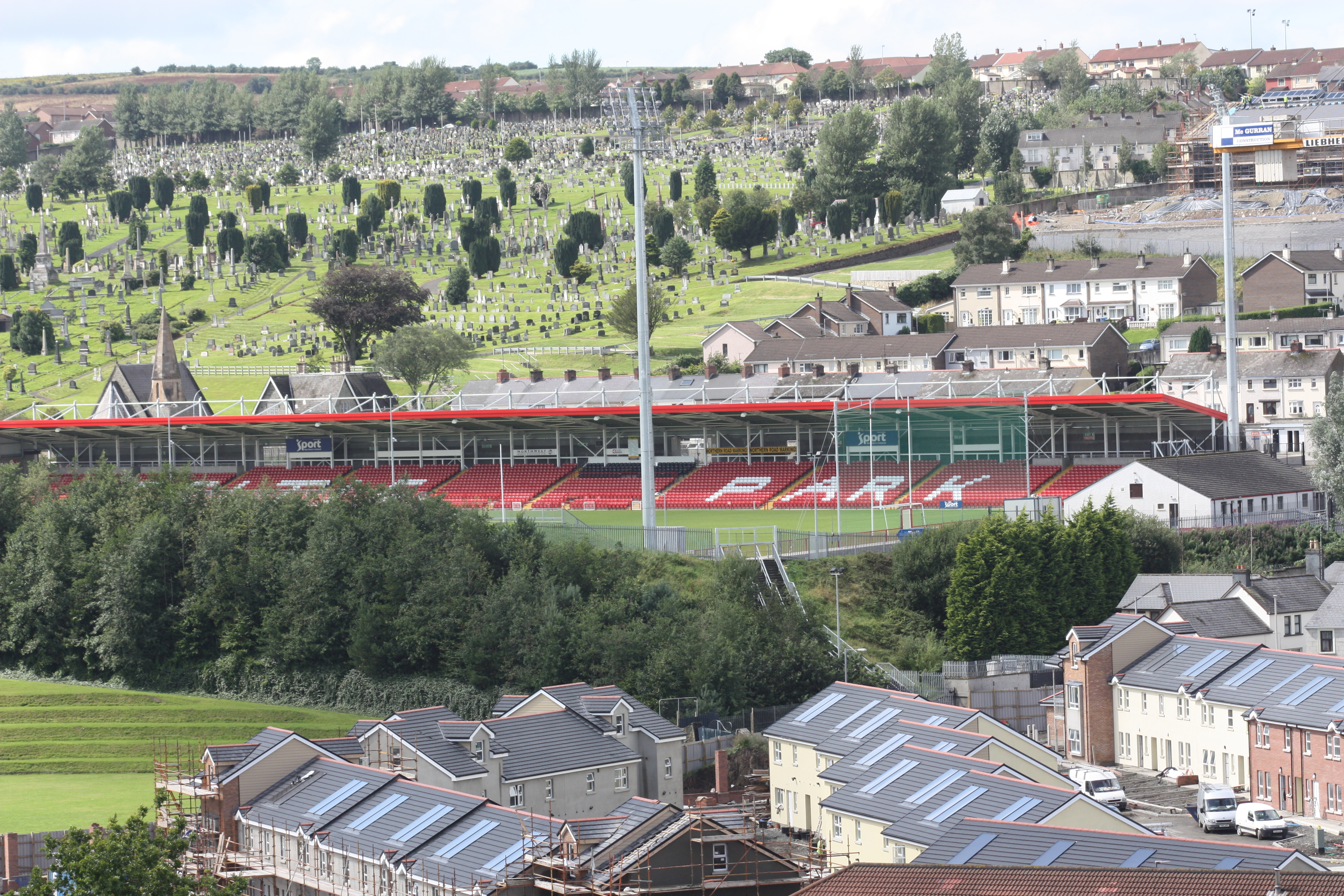
Вид на «Селтик Парк» в Дерри

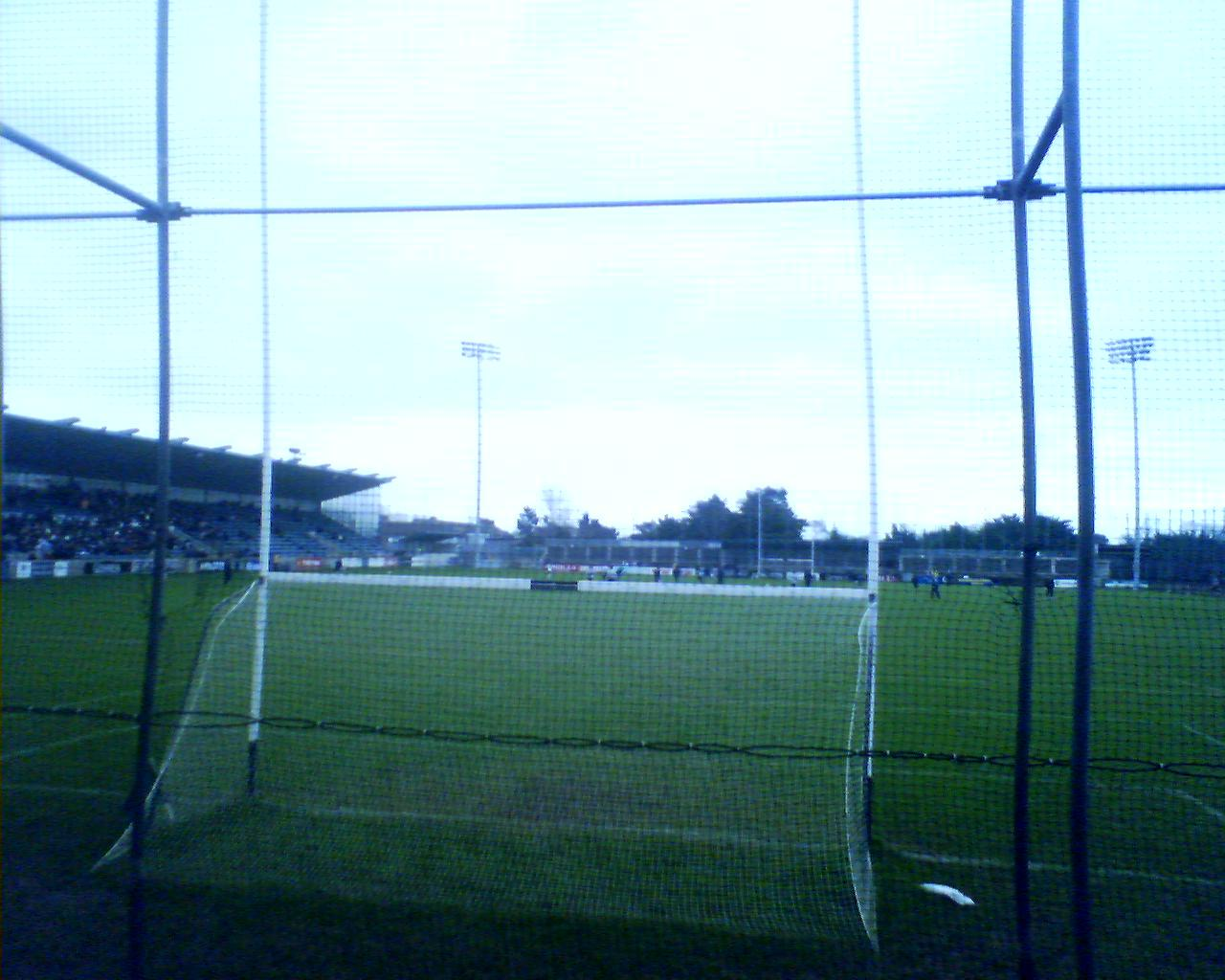
«Парнелл Парк»

Ниже приведёны списки стадионов Гэльской атлетической ассоциации (ГАА) вместимостью 1 000 или более человек. Они отсортированы по максимальному количеству зрителей, которое могут вместить. ГАА является общеирландской общественной организацией, действующей как в Республике Ирландия, так и в Северной Ирландии, а также в других странах, в первую очередь среди ирландской диаспоры в Англии, США и Канаде. Основная задача ассоциации — развитие и популяризация традиционных ирландских видов спорта, в том числе гэльского футбола и хёрлинга, которые являются двумя самыми популярными среди ирландцев спортивными играми.
Самый большой стадион ГАА, «Кроук Парк» в Дублине, традиционно используется для проведения четверть- и полуфинальных матчей, а также Всеирландских финалов старших чемпионатов по футболу и хёрлингу. Кроме того, на этом стадионе иногда проводятся финалы чемпионатов провинций Ленстер и Ольстер по гэльскому футболу, концерты и соревнования по негэльским видам спорта, в частности по соккеру и регби. В 1947 году, в память столетия Великого голода в Ирландии вызвавшего массовую эмиграцию в США, Всеирландский финал по гэльскому футболу состоялся на футбольно-бейсбольном стадионе «Поло Граундс» (англ. Polo Grounds) в Нью-Йорке. В 1984 году Всеирландский финал по хёрлингу был сыгран на «Семпл Стэдиум» в честь столетия со дня основания ГАА в городе Тёрлсе.
В отличие от соккера на стадионах ГАА не принято разделять болельщиков разных команд.

## Стадионы
Синим выделены стадионы, расположенные в Северной Ирландии. Красным выделены стадионы за пределами острова Ирландия.
| #  | Название                                                                               | Местоположение   | Владелец                         | Специализация            | Вместимость | Сидячие места | Освещение | Год открытия/Реновации      |
| -- | -------------------------------------------------------------------------------------- | ---------------- | -------------------------------- | ------------------------ | ----------- | ------------- | --------- | --------------------------- |
| 1  | «Кроук Парк» англ. Croke Park ирл. Páirc an Chrócaigh                                  | Дублин           | Гэльская атлетическая ассоциация | Гэльский футбол, хёрлинг | 82 300      | 69 000        | Да        | 1913 / 2004                 |
| 2  | Стадион Сэмпла англ. Semple Stadium ирл. Staid Semple                                  | Тёрлс            | Гэльская атлетическая ассоциация | Гэльский футбол, хёрлинг | 53 500      | 36 000        | Да        | 1910 / 1981, 2009           |
| 3  | «Гэлик Граундс» англ. Gaelic Grounds ирл. Páirc na nGael                               | Лимерик          | Гэльская атлетическая ассоциация | Гэльский футбол, хёрлинг | 49 866      | 35 000        | Да        | 1928 / 1986—1988, 2004      |
| 4  | «О’Киф Парк» англ. O'Keefe Park ирл. Páirc Uí Chaoimh                                  | Корк             | Гэльская атлетическая ассоциация | Гэльский футбол, хёрлинг | 43 550      | 19 500        |           | 1976 / 2008                 |
| 5  | Стадион Фитцджеральда англ. Fitzgerald Stadium ирл. Staidiam Mhic Gearailt             | Килларни         | Гэльская атлетическая ассоциация | Гэльский футбол          | 43 180      | 9 000         |           | 1936 / 2009                 |
| 6  | «Макхейл Парк» англ. McHale Park ирл. Páirc Mhic Éil                                   | Каслбар          | Гэльская атлетическая ассоциация | Гэльский футбол          | 42 000      | 42 000        | Да        | 1931 / 1950—1952, 2008—2009 |
| 7  | «Сент Тигернах Парк» англ. St. Tiernach's Park ирл. Páirc Thiarnaigh Naofa             | Клонс            | Гэльская атлетическая ассоциация | Гэльский футбол          | 36 000      |               | Да        | 1944 / 1992—1993            |
| 8  | «Кейсмент Парк» англ. Casement Park ирл. Páirc Mhic Easmainn                           | Белфаст          | Гэльская атлетическая ассоциация | Гэльский футбол, хёрлинг | 32 000      | 8 000         | Да        | 1953 / 2000                 |
| 9  | «Брефни Парк» англ. Breffni Park ирл. Páirc Bhreifne                                   | Каван            | Гэльская атлетическая ассоциация | Гэльский футбол          | 32 000      | 6 000         | Да        | 1923                        |
| 10 | «О’Мур Парк» англ. O'Moore Park ирл. Páirc Uí Mhórdha                                  | Порт-Лиише       | Гэльская атлетическая ассоциация | Гэльский футбол, хёрлинг | 27 000      |               | Да        | 1888 / 2002                 |
| 11 | «Хили Парк» англ. Healy Park ирл. Páirc Uí hÉilí                                       | Ома              | Гэльская атлетическая ассоциация | Гэльский футбол          | 26 500      |               | Да        | 1972 / 2001, 2006           |
| 12 | «Пирс Стэдиум» англ. Pearse Stadium ирл. Páirc an Phiarsaigh                           | Солтхилл         | Гэльская атлетическая ассоциация | Гэльский футбол, хёрлинг | 26 197      | 8 000         |           | 1957 / 2003                 |
| 13 | «Сент Ярлах Парк» англ. St Jarlath's Park ирл. Páirc Naomh Iarflaith                   | Туам             | Гэльская атлетическая ассоциация | Гэльский футбол, хёрлинг | 25 000      | 6 400         |           | 1957                        |
| 14 | «Уэксфорд Парк» англ. Wexford Park ирл. Páirc Loch Garman                              | Уэксфорд         | Гэльская атлетическая ассоциация | Гэльский футбол, хёрлинг | 25 000      |               |           |                             |
| 15 | «Ноулан Парк» англ. Nowlan Park ирл. Páirc Uí Nualláin                                 | Килкенни         | Гэльская атлетическая ассоциация | Хёрлинг                  | 24 000      | 19 000        |           | 1955                        |
| 16 | «Селтик Парк» англ. Celtic Park англ. Páirc na gCeilteach                              | Дерри            | Гэльская атлетическая ассоциация | Гэльский футбол, хёрлинг | 22 000      |               | Да        | 1900 / 2009                 |
| 17 | «Каллен Парк» англ. Cullen Park ирл. Pairc Uí Chuilinn                                 | Карлоу           | Гэльская атлетическая ассоциация | Гэльский футбол, хёрлинг | 21 000      |               |           | 1936 / 1967, 2003           |
| 18 | «Эслер Парк» англ. Esler Park ирл. Páirc Esler                                         | Ньюри            | Гэльская атлетическая ассоциация | Гэльский футбол, хёрлинг | 20 000      | 8 000         | Да        | 1999 / 2006—2007            |
| 19 | «О’Коннор Парк» англ. O'Connor Park англ. Páirc Uí Chonchúir                           | Талламор         | Гэльская атлетическая ассоциация | Гэльский футбол, хёрлинг | 20 000      | 7 000         |           | 1934 / 2004—2006            |
| 20 | «Маркевич Парк» англ. Markievicz Park ирл. Páirc Markiewicz                            | Слайго           | Гэльская атлетическая ассоциация | Гэльский футбол          | 18 558      |               |           | 1955 / 1999—2009            |
| 21 | «Хайд Парк» англ. Hyde Park ирл. Páirc de hÍde                                         | Роскоммон        | Гэльская атлетическая ассоциация | Гэльский футбол          | 18 500      |               |           | 1971 / 2011—                |
| 22 | «Остин Стэк Парк» англ. Austin Stack Park ирл. Páirc Aibhistín de Staic                | Трали            | Гэльская атлетическая ассоциация | Гэльский футбол, хёрлинг | 18 000      | 5 000         | Да        | 1968 / 2001                 |
| 23 | «Брюстер Парк» англ. Brewster Park ирл. Páirc an Bruiscear                             | Эннискиллен      | Гэльская атлетическая ассоциация | Гэльский футбол          | 18 000      |               | Да        | / 2007                      |
| 24 | «Уолш парк» англ. Walsh Park ирл. Páirc Breathnach                                     | Уотерфорд        | Гэльская атлетическая ассоциация | Гэльский футбол, хёрлинг | 17 000      | 6 000         |           |                             |
| 25 | «Атлетик Граундс» англ. Athletic Grounds ирл. Páirc Lúthchleasaíochta                  | Арма             | Гэльская атлетическая ассоциация | Гэльский футбол, хёрлинг | 16 500      | 5 682         | Да        | 1920 / 2011                 |
| 26 | «Ринг Парк» англ. Ring Park ирл. Páirc Uí Rinn                                         | Корк             | Гэльская атлетическая ассоциация | Гэльский футбол, хёрлинг | 16 440      |               | Да        | 1959 / 1986                 |
| 27 | «Фрэйер Филд» англ. Fraher Field ирл. Páirc Uí Fhearchair                              | Дангарван        | Гэльская атлетическая ассоциация | Гэльский футбол, хёрлинг | 15 000      | 4,000         |           | 1903                        |
| 28 | «Кьюсак Парк» англ. Cusack Park англ. Páirc Uí Chíosóg                                 | Эннис            | Гэльская атлетическая ассоциация | Гэльский футбол, хёрлинг | 14 864      |               |           | 1933 / 2009—2012            |
| 29 | «Парнелл Парк» англ. Parnell Park ирл. Páirc Pharnell                                  | Донникарни       | Гэльская атлетическая ассоциация | Гэльский футбол          | 13 499      | 3 500         | Да        | / 2004                      |
| 30 | «МакКумхайл Парк» англ. MacCumhail Park ирл. Páirc Sheáin Mac Cumhaill                 | Баллибофи        | Гэльская атлетическая ассоциация | Гэльский футбол, хёрлинг | 12 500      |               |           | / 2013—?                    |
| 31 | «Кьюсак Парк» англ. Cusack Park ирл. Páirc Uí Chíosóg                                  | Маллингар        | Гэльская атлетическая ассоциация | Гэльский футбол, хёрлинг | 11 000      |               |           | 1933 / 2011                 |
| 32 | "Шон Мак Диармайда Парк англ. Sean Mac Diarmaida Park ирл. Páirc Sheáin Mhic Dhiarmada | Каррик-он-Шаннон | Гэльская атлетическая ассоциация | Гэльский футбол          | 9 331       |               |           | 1964 / 2007                 |
| 33 | «Пирс Парк» англ. Pearse Park                                                          | Лонгфорд         | Гэльская атлетическая ассоциация | Гэльский футбол, хёрлинг | 10 000      | 4 000         |           | /2011—2012                  |
| 34 | «Тайльтаун Парк» англ. Tailteann Park ирл. Páirc Tailteann                             | Ан-Уавь          | Гэльская атлетическая ассоциация | Гэльский футбол, хёрлинг | 10 000      |               | Да        | 1935 / 2013?                |
| 35 | «О’Берн Парк» англ. O'Byrne Park ирл. Páirc Ó Byrne                                    | Охрим            | Гэльская атлетическая ассоциация | Гэльский футбол          | 10 000      |               |           |                             |
| 36 | «Дроэда Парк» англ. Drogheda Park ирл. Páirc Dhroichead Átha                           | Дроэда           | Гэльская атлетическая ассоциация | Гэльский футбол          | 7 000       |               |           |                             |
| 37 | «Сент-Конлетс Парк» англ. St Conleth's Park ирл. Páirc Naoimh Conlaith                 | Дрихад-Нуа       | Гэльская атлетическая ассоциация | Гэльский футбол, хёрлинг | 6 200       |               |           | /2011                       |
| 38 | «Сент-Бренданс Парк» англ. St Brendan's Park                                           | Бирр             | Гэльская атлетическая ассоциация | Гэльский футбол, хёрлинг | 5 500       |               |           |                             |
| 39 | «МакКенна Парк» англ. McKenna Park                                                     | Бэлликран        | Гэльская атлетическая ассоциация | Хёрлинг                  | 5 000       |               |           |                             |
| 40 | «Эмеральд ГАА Граундс» англ. Emerald GAA Grounds ирл. Páirc Smáirgaid                  | Лондон           | Гэльская атлетическая ассоциация | Гэльский футбол, хёрлинг | 5 000       |               |           | /2013?                      |
| 41 | «Шемрок Филд» англ. Shamrock Field                                                     | Сент-Джонс       | Гэльская атлетическая ассоциация | Гэльский футбол, хёрлинг | 4 000       |               |           | 1838                        |
| 42 | «О’Доннелл Парк» англ. O'Donnell Park ирл. Pairc Uí Dhómhnail                          | Леттеркенни      | Гэльская атлетическая ассоциация | Гэльский футбол          | 2 500       | 1 300         |           | 1938 / 1955                 |
| 43 | «Гэлик Парк Спортс Сентр» англ. The Gaelic Park Sports Centre ирл. Páirc na nGael      | Нью-Йорк         | Манхэттен колледж                | Гэльский футбол, хёрлинг | 2 000       |               | Да        | 1926 / 2007                 |
| 44 | «Фрэнсис Парк» англ. Francis Park ирл. Pairc Phroinsias                                | Клара            | Гэльская атлетическая ассоциация | Гэльский футбол, хёрлинг | 1 000       |               |           |                             |